# Бешир, Энди
Эндрю Грэм Беши́р (англ. Andrew Graham Beshear; род. 29 ноября 1977, Луисвилл, Кентукки) — американский юрист, государственный и политический деятель представляющий Демократическую партию. Губернатор Кентукки (с 2019 года).

## Биография
Провёл детские годы в Лексингтоне, который отец Энди, Стив Бешир представлял тогда в палате представителей Кентукки (в 1979 году он был избран генеральным прокурором штата, в 1983 году стал вице-губернатором, а с 2007 по 2015 год занимал губернаторское кресло). Эндрю Бешир окончил университет Вандербильта и Виргинский университет, два года занимался адвокатской практикой в вашингтонской юридической фирме White & Case, затем десять лет — в Stites & Harbison, где работал его отец.
3 ноября 2015 года победил на выборах генерального прокурора Кентукки республиканца Уитни Уэстерфилда с результатом 50,1 % и 4 января 2016 года вступил в должность.
5 ноября 2019 года победил с небольшим преимуществом на губернаторских выборах в Кентукки, набрав 709 839 голосов (49,2 %) против 48,8 % у действующего губернатора — республиканца Метта Бевина (ещё 2 % получил кандидат Либертарианской партии Кентукки Джон Хикс).
10 декабря 2019 года вступил в должность.
Энди Бешира называют умеренным демократом. После победы на губернаторских выборах он заявил, что готов к совместной с республиканцами работе по разрешению важных проблем.
7 ноября 2023 года победил на губернаторских выборах Кентукки, набрав 52,5 % голосов против 47,5 % у кандидата от республиканцев Дэниела Кэмерона.